# Морнарица Војске Црне Горе
Морнарица Војске Црне Горе је вид Војске Црне Горе. Основана је 2006, након изласка Црне Горе из државне заједнице Србије и Црне Горе. Скоро сва опрема морнарице је наслеђена од оружаних снага државне заједнице, јер је Црна Гора заузимала целу обалу бивше заједнице.

## Флота

### Патролни бродови
| Назив                        | Број | Држава Црна Гора | Белешке             |
| ---------------------------- | ---- | ---------------- | ------------------- |
| Патролни бродови класе Котор | 2    | Црна Гора        | - П-33 Котор - П-34 |

### Реморкери
| Назив     | Број | Држава    | Белешке               |
| --------- | ---- | --------- | --------------------- |
| Реморкери | 2    | Црна Гора | - ПР-41 Орада - ЛР-77 |

### Ронилачке баркасе
| Назив             | Број | Држава    | Белешке           |
| ----------------- | ---- | --------- | ----------------- |
| Ронилачке баркасе | 2    | Црна Гора | - БРМ-81 - БРМ-85 |

### Школски бродови
| Назив                        | Број | Држава    | Белешке                                                             | Слика |
| ---------------------------- | ---- | --------- | ------------------------------------------------------------------- | ----- |
| Школски брод једрењак Јадран | 1    | Црна Гора | 2017. обављен генерални ремонт у Јадранском бродоградилишту Бијела. |       |

### Моторне једрилице
| Назив             | Број | Држава    | Белешке           |
| ----------------- | ---- | --------- | ----------------- |
| Моторне једрилице | 2    | Црна Гора | - Бојана - Милена |

### Моторни бродови
| Назив                                                           | Број | Држава    | Белешке                    |
| --------------------------------------------------------------- | ---- | --------- | -------------------------- |
| Моторни чамац "POLYCAT-990"                                     | 1    | Црна Гора | Дат на употребу Луци Котор |
| Моторни чамац ЧМ-33                                             | 1    | Црна Гора | Дат на употребу Луци Котор |
| Гумено-алуминијумски чамац за претраживање обалног акваторијума | 1    | Црна Гора | Донација САД 2015.год      |

### Моторне јахте
| Назив    | Број | Држава    | Белешке   |
| -------- | ---- | --------- | --------- |
| Јадранка | 1    | Црна Гора | ВИП јахта |

### Лучке дизалице
| Назив                 | Број | Држава    | Белешке |
| --------------------- | ---- | --------- | ------- |
| Лучка дизалица ЛДИ-18 | 1    | Црна Гора |         |

### Помоћни бродови
| Назив              | Број | Држава    | Белешке                |
| ------------------ | ---- | --------- | ---------------------- |
| Помоћни брод ПО-91 | 1    | Црна Гора | Планиран ремонт брода. |

### Остала пловила
| Назив                  | Број | Држава    | Белешке                              |
| ---------------------- | ---- | --------- | ------------------------------------ |
| Брод ЕКО-1 Баржа ЕКО-2 | 1    | Црна Гора | Одвоз уклоњених загађујућих материја |

### На ремонту
Војска Црне Горе одлучила враћање у функцију и ремонт ракетне топовњаче класе Кончар RTOP-405 и  RTOP-406
| Назив                          | Број | Држава    | Белешке                   | Слике |
| ------------------------------ | ---- | --------- | ------------------------- | ----- |
| Ракетне топовњаче класе Кончар | 2    | Црна Гора | - RTOP-405 ' - RTOP-406 ' |       |

## Чинови
| - адмирал - вицеадмирал - контраадмирал - комодор | - капетан бојног брода - капетан фрегате - капетан корвете - поручник бојног брода | - поручник фрегате - поручник корвете - заставник I класе - заставник | - старији водник I класе - старији водник - водник I класе - водник | - десетар - разводник - војник |